# Aeroméxico Connect
Aeroméxico Connect è una compagnia aerea regionale, sussidiaria di Aeroméxico.

## Storia

### 1988-1990
La compagnia aerea è stata fondata nel 1988 come Servicios Aéreos Litoral, per diventare successivamente una filiale di Aeroméxico il primo dicembre 1990. La compagnia ha iniziato con una flotta di 4 velivoli NAMC YS-11 nel 1988 (XA-ROL, XA-ROV, XA-RPU e XA-RRG) e originariamente aveva sede a Veracruz. Nel febbraio 1992, AeroMéxico avviò un'altra compagnia aerea di trasporto regionale denominata, Aerovías de Poniente, S.A. de C.V., la quale era basata a Guadalajara e utilizzava i velivoli Fairchild Metros. La flotta fu sostituita e ampliata tra il 1991 e il 1995 mentre crebbe fino a un totale di 29 aeromobili attraverso i Fairchild Metro III e i Fairchild Metro 23.

### 1991-1999
Nel 1991, la base principale fu trasferita a Monterrey e nel 1992, Aeroponiente iniziò le operazioni da Guadalajara. Nel 1996, le due compagnie aeree sono state fuse in AeroLitoral S.A de C.V., causando uno sciopero dei piloti nel 1997. A causa dell'aumento dei passeggeri, nel 1997 furono sostituiti i Fairchild Metro con i Saab 340B. Nel 1998 furono aggiunti nuovi servizi agli Stati Uniti da Piedras Negras e da Chihuahua a Dallas. Nell'agosto 1999 è stato nominato un nuovo CEO con Raúl Sáenz Campos che ha sostituito Carlos Treviño Treviño dopo essere stato a lungo nella compagnia aerea. Nel dicembre dello stesso anno, il consiglio di amministrazione decise di avviare un processo di rinnovo della flotta, sostituendo i primi 3 Fairchild Metros.

### 2000-2004
Nel periodo tra il 2000 e il 2002, 13 Saab 340B furono aggiunti alla flotta per sostituire i Fairchild Metro mentre nel 2001 furono lanciati i servizi per San Diego via Mexicali, per Zacatecas via Puerto Vallarta e Monterrey. Tuttavia, a seguito degli Attentati dell'11 settembre 2001, furono interrotti e AeroLitoral subì un calo del traffico aereo, in conseguenza di ciò, ridimensionò la flotta per sopravvivere. All'inizio del 2003, la compagnia, aveva una flotta di 3 Fairchild Metro e 22 Saab 340B; successivamente, vennero ordinati gli Embraer ERJ 145 con consegne a partire dalla metà del 2004.

### 2005-presente
Nel 2005, cominciarono le operazioni per conto di Aeroméxico utilizzando velivoli ERJ-145.  Nel novembre 2007, Aeroméxico annunciò che AeroLitoral, sarebbe diventata Aeroméxico Connect una volta arrivati gli E-190. Il vettore aereo, cambiò la nominazione, l'immagine e la società, introducendo alcuni voli nazionali e internazionali di Aeroméxico. Le consegne dell'Embraer ERJ-190 iniziarono nell'ottobre 2007 fino al 2011.

## Flotta

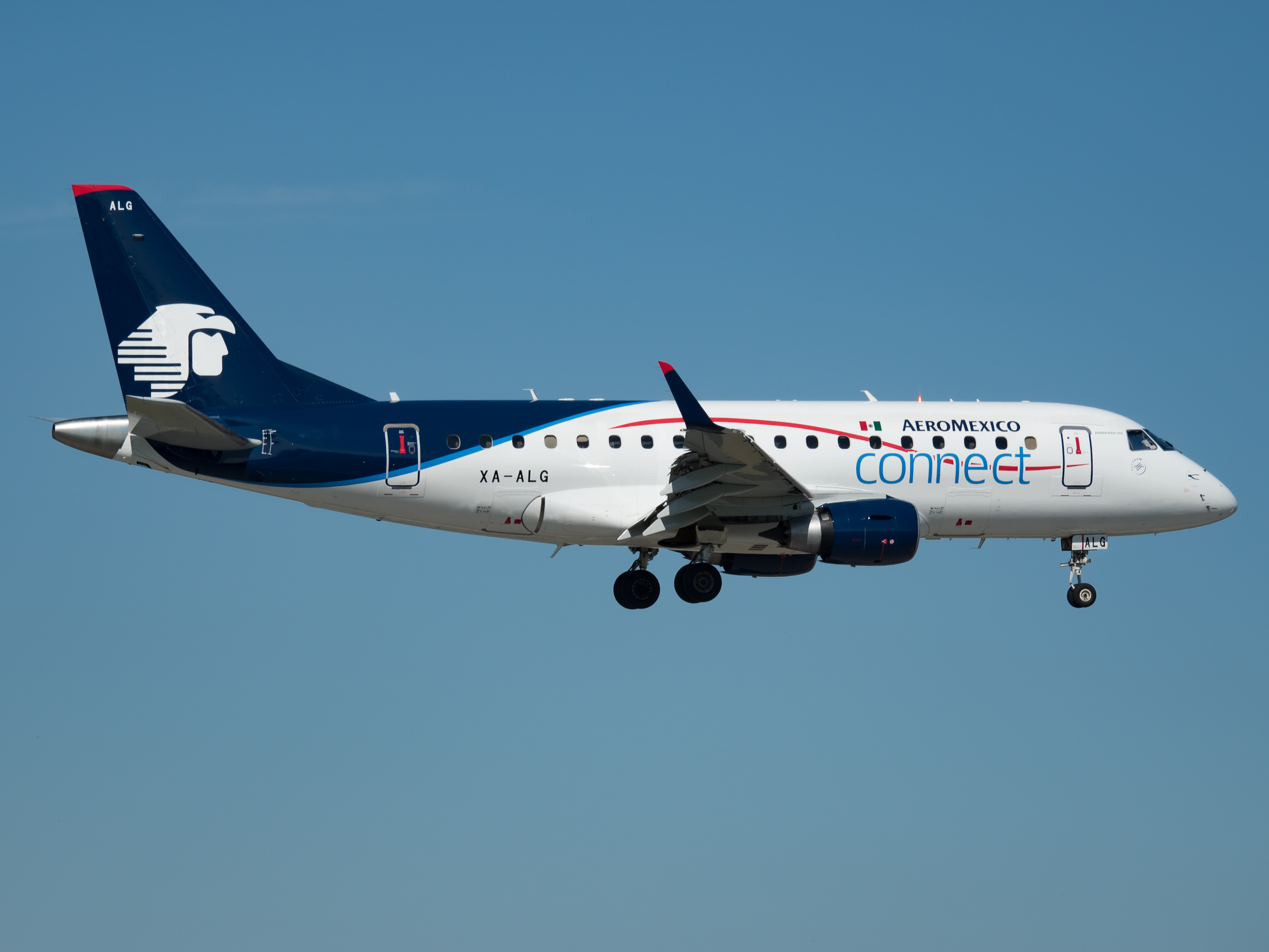
Un Embraer ERJ-170 di Aeroméxico Connect.

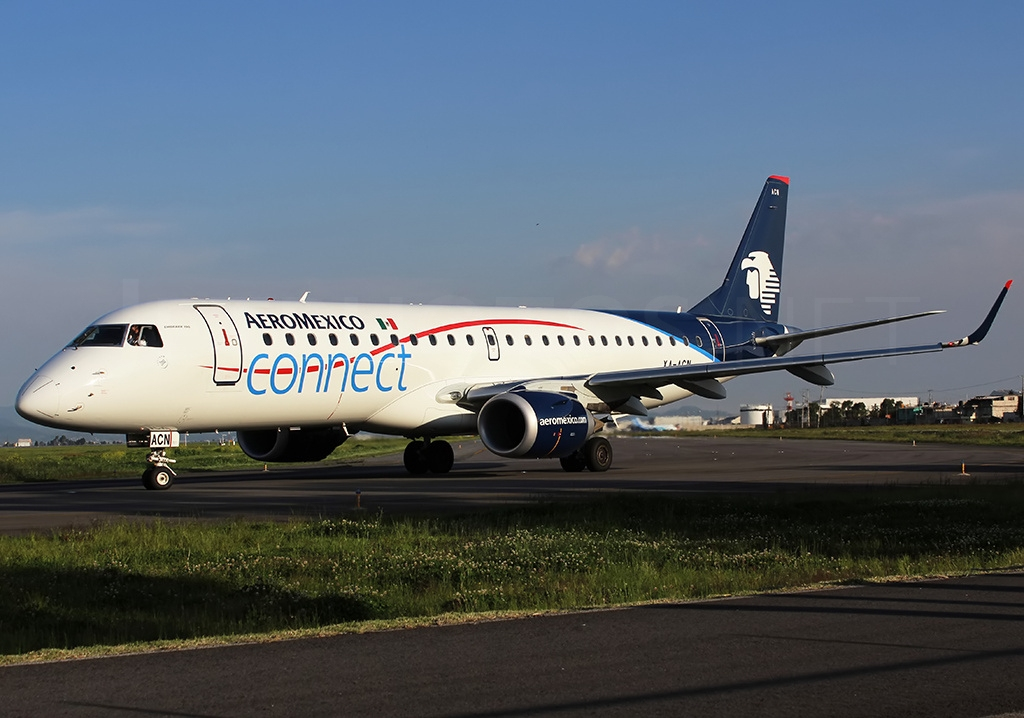
Un Embraer ERJ-190LR di Aeroméxico Connect.

A ottobre 2019 la flotta Aeroméxico Connect risulta composta dai seguenti aerei:
| Aereo           | In flotta | Ordini | Passeggeri | Passeggeri | Passeggeri | Note |
| Aereo           | In flotta | Ordini | C          | Y          | Total      | Note |
| --------------- | --------- | ------ | ---------- | ---------- | ---------- | ---- |
| Embraer ERJ-170 | 10        | —      | –          | 76         | 76         |      |
| Embraer ERJ-190 | 47        | —      | 11         | 88         | 99         |      |
| Totale          | 57        | 0      |            |            |            |      |

## Flotta storica

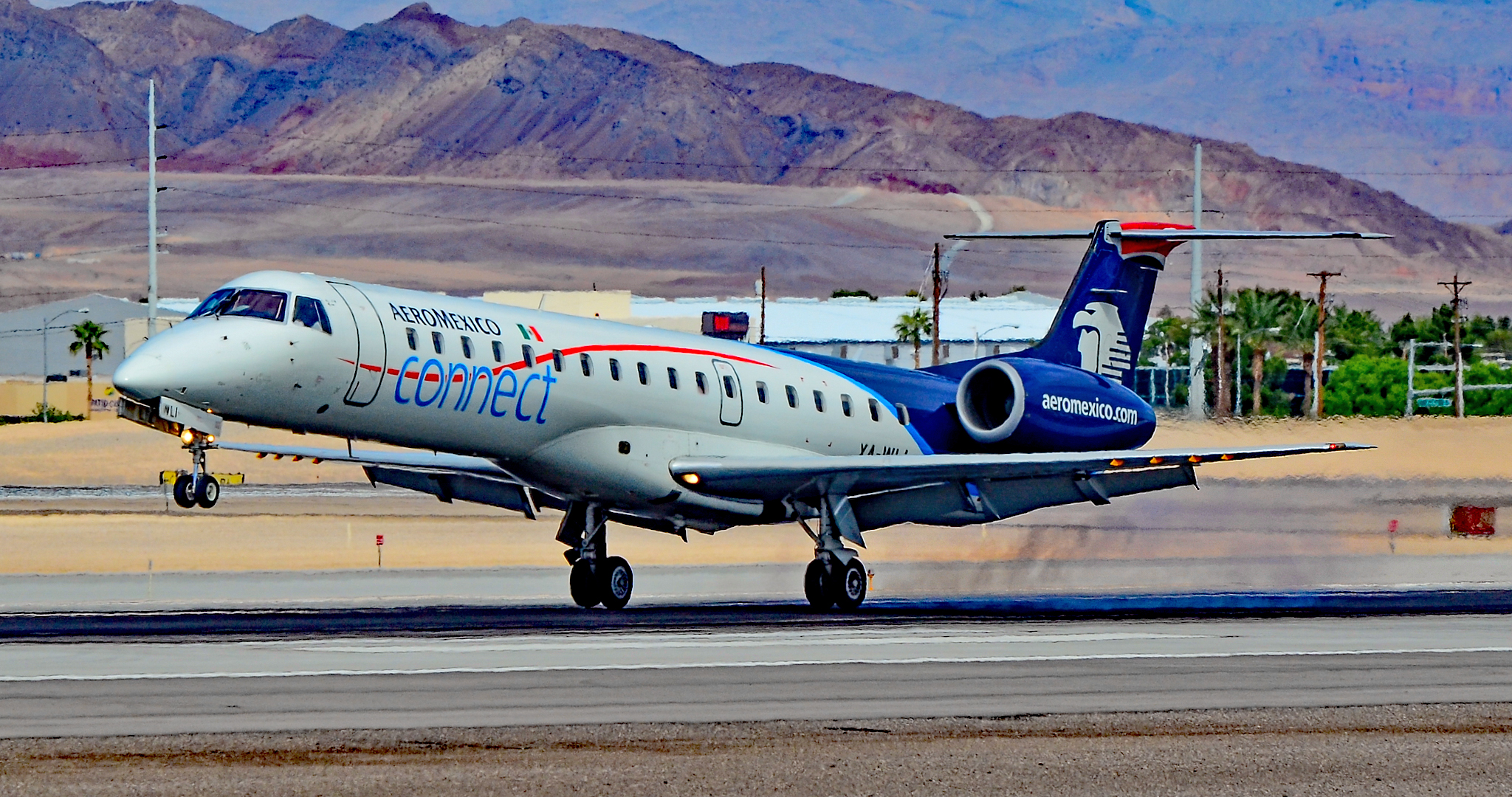
Un Embraer ERJ-145 di Aeroméxico Connect.

Nel corso degli anni Aeroméxico Connect ha operato con i seguenti modelli di aeromobili:
- Embraer ERJ-145
- Embraer ERJ-175
- Fairchild Metro
- NAMC YS-11
- Saab 340